# 90806 Rudaki
90806 Rudaki è un asteroide della fascia principale. Scoperto nel 1995, presenta un'orbita caratterizzata da un semiasse maggiore pari a 2,3423291 au e da un'eccentricità di 0,2486237, inclinata di 20,36773° rispetto all'eclittica.
L'asteroide è dedicato al poeta persiano Rudaki.